# Yuki Kawata
Yuki Kawata (en japonés: 河田悠希, Kawata Yuki; 16 de junio de 1997) es un deportista japonés que compite en tiro con arco, en la modalidad de arco recurvo.
Participó en los Juegos Olímpicos de Tokio 2020, obteniendo una medalla de bronce en la prueba por equipo (junto con Takaharu Furukawa y Hiroki Muto).

## Palmarés internacional
| Juegos Olímpicos | Juegos Olímpicos | Juegos Olímpicos  | Juegos Olímpicos |
| Año              | Lugar            | Medalla           | Prueba           |
| ---------------- | ---------------- | ----------------- | ---------------- |
| 2020             | Tokio (Japón)    | Medalla de bronce | Equipo           |